# カージオイド

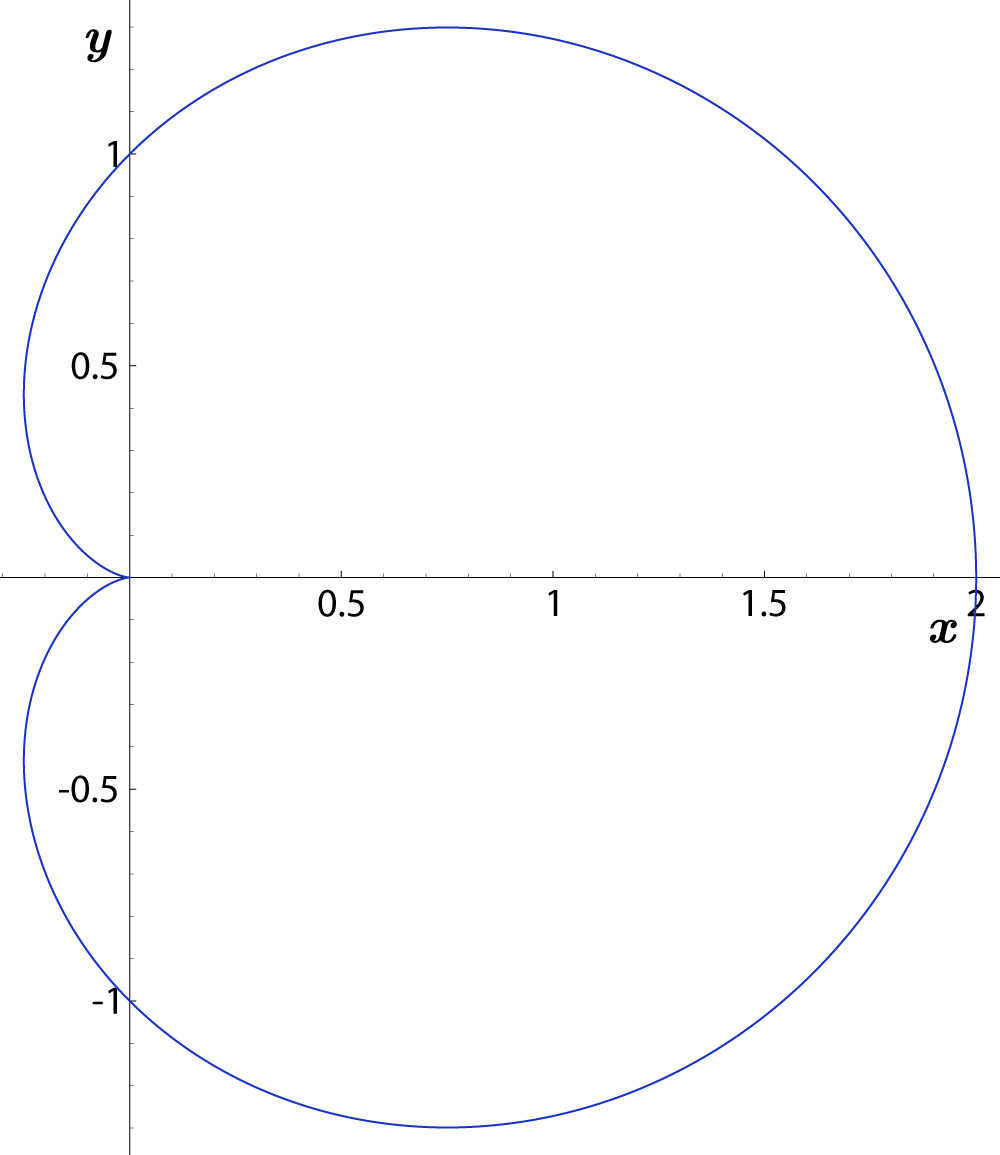
カージオイド（a=1 の場合）

- 数学 > 幾何学 > 曲線 > 輪転曲線（英語版） > 外トロコイド > エピサイクロイド > カージオイド

カージオイド（英: cardioid）は、極座標の方程式
{\displaystyle r=a(1+\cos \theta )}
によって表される曲線である。心臓形（しんぞうけい）とも呼ばれる。心臓に似た形のためこの名称が付いた（ギリシア語: καρδιοειδής, kardioeides) =「καρδιά (kardia, 心臓）」 + 「είδος (eidos, 形）」）。
直交座標の方程式では
{\displaystyle (x^{2}+y^{2})(x^{2}+y^{2}-2ax)-a^{2}y^{2}=0}
で、媒介変数表示では
{\displaystyle {\begin{aligned}x&=a(1+\cos \theta )\cos \theta ,\\y&=a(1+\cos \theta )\sin \theta \end{aligned}}}
で、それぞれ表される。

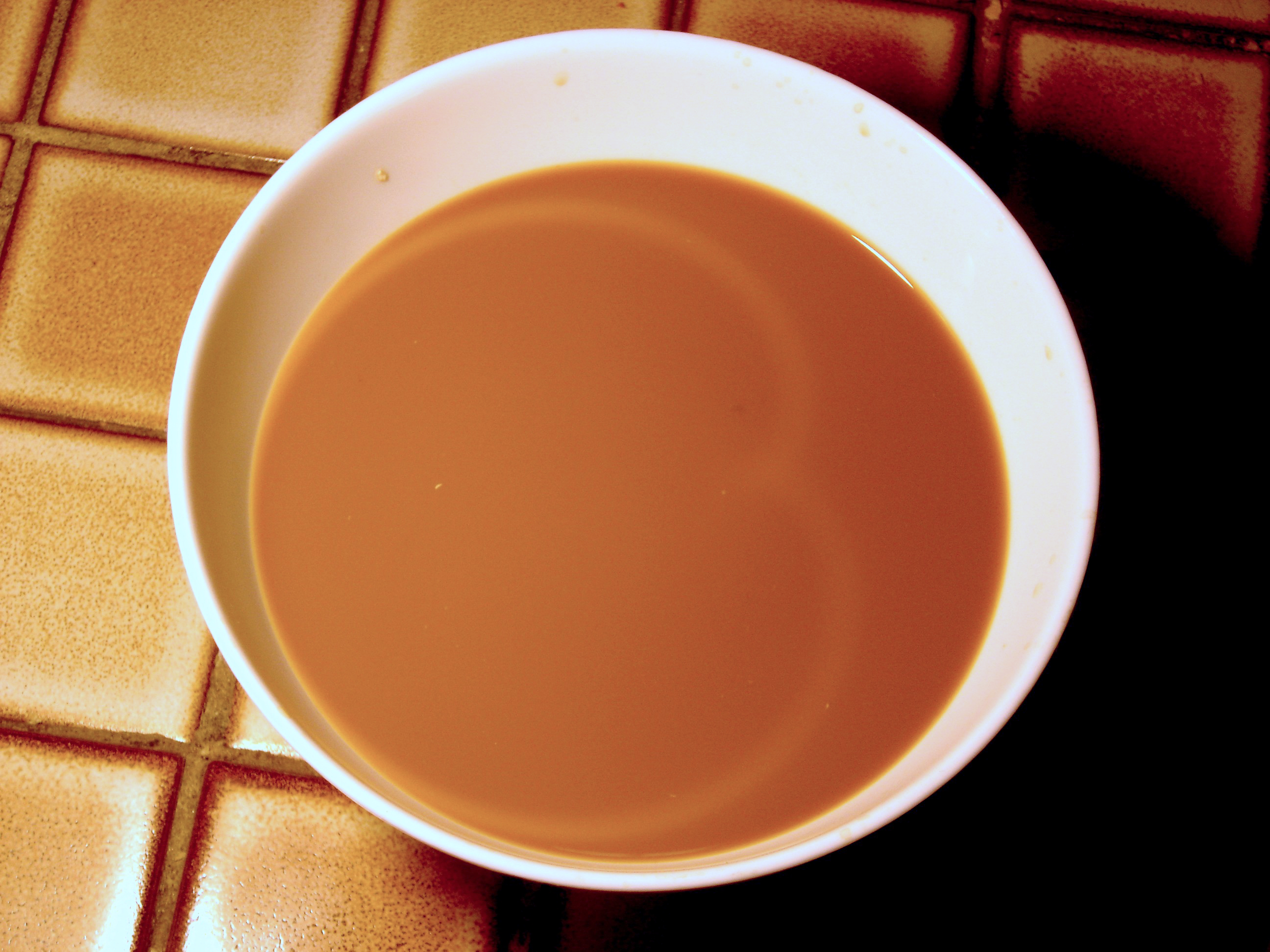
この写真のコーヒーの表面上に現れているコースティクスはカージオイドである。
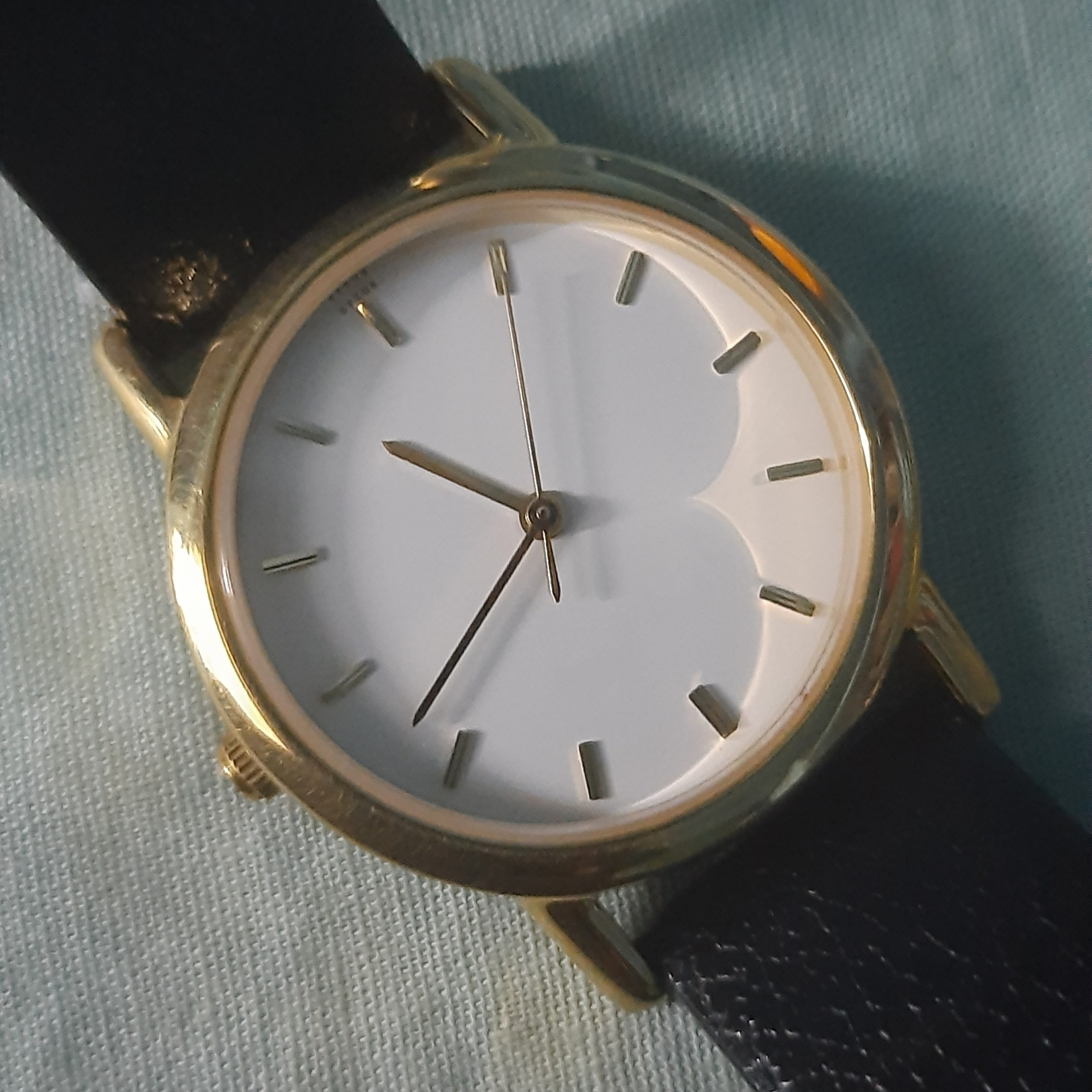
腕時計の文字盤上の光線により生ずるカージオイド。
外サイクロイドとしてのカージオイド曲線を半径の等しい外接円の一点の軌跡として表したアニメーション。
単位円（破線）に関する放物線の反転として生成されるカージオイド。

## 性質

円の垂足曲線として生成されるカージオイド。

カージオイドの尖点を通る弦。図中の変数 a（直線体）は、本文中の変数 a（斜体）の半分に相当することに注意。

- エピサイクロイドの一種と見なすことができる。またパスカルの蝸牛形（リマソン）の一種と見なすこともできる。
- 半径 a の円の、当該円周上の点を垂足点とする垂足曲線に相当する。
- x軸に対して線対称で、尖点は原点Oである。x軸とは原点Oと  (2a, 0) で、y軸とは  (0, ± a)  で交わる。x軸から最も離れた点の座標は {\displaystyle \left({\frac {3}{4}}a,\pm {\frac {3{\sqrt {3}}}{4}}a\right)} である。
- 曲線で囲まれる面積 S と曲線の弧長 l は

{\displaystyle {\begin{aligned}S&={\frac {3}{2}}\pi a^{2},\\l&=8a\end{aligned}}} である。
- 媒介変数 θ の地点における曲率半径は {\displaystyle {\frac {4a}{3}}\sin {\frac {\theta }{2}}} である。
- 尖点を通る弦の長さは一定値 2a となる。当該任意の弦の中点は、尖点を通り直径 a の円周上に位置する。